# Schlosskirche (Meisenheim)

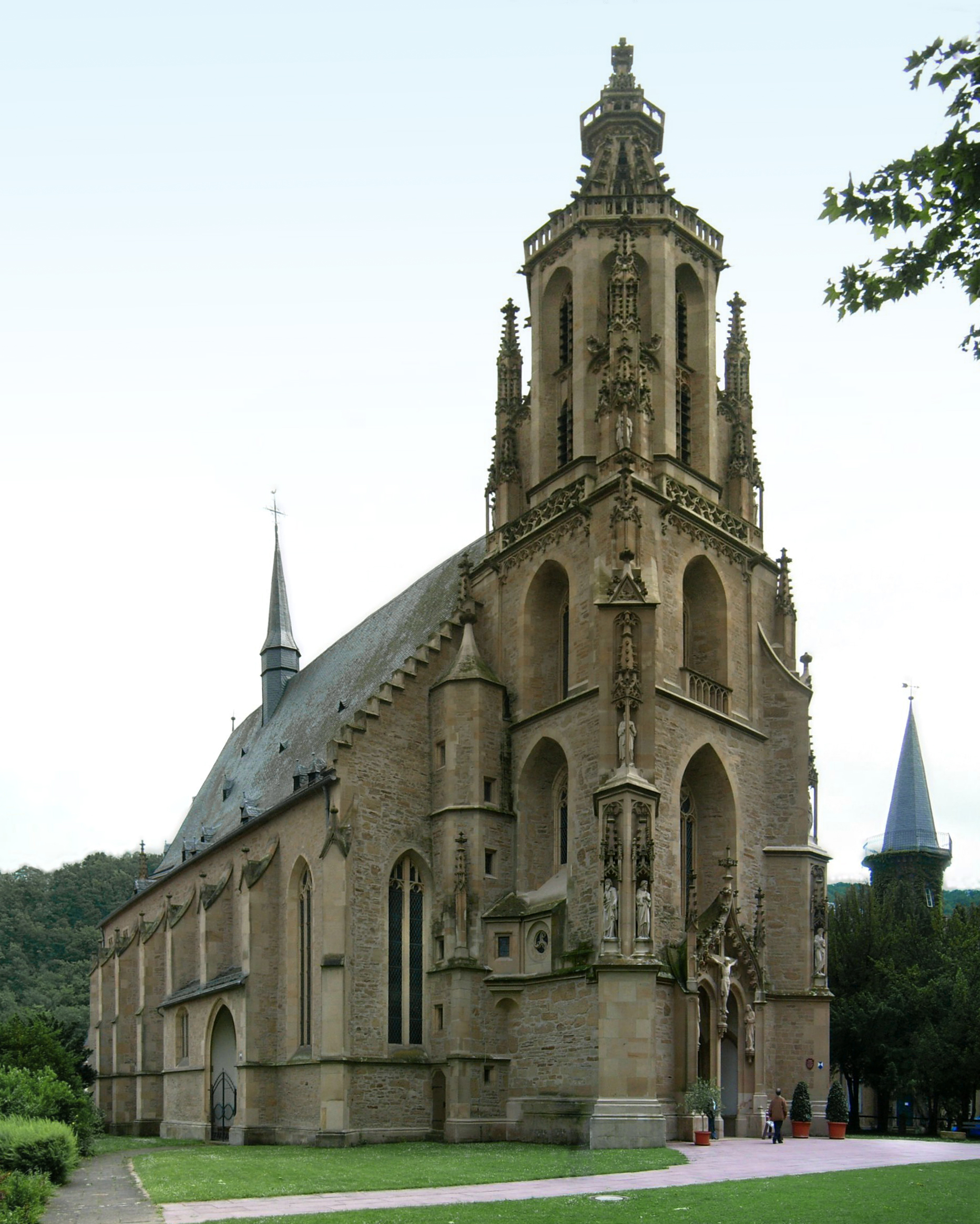
Schlosskirche Meisenheim von Westen

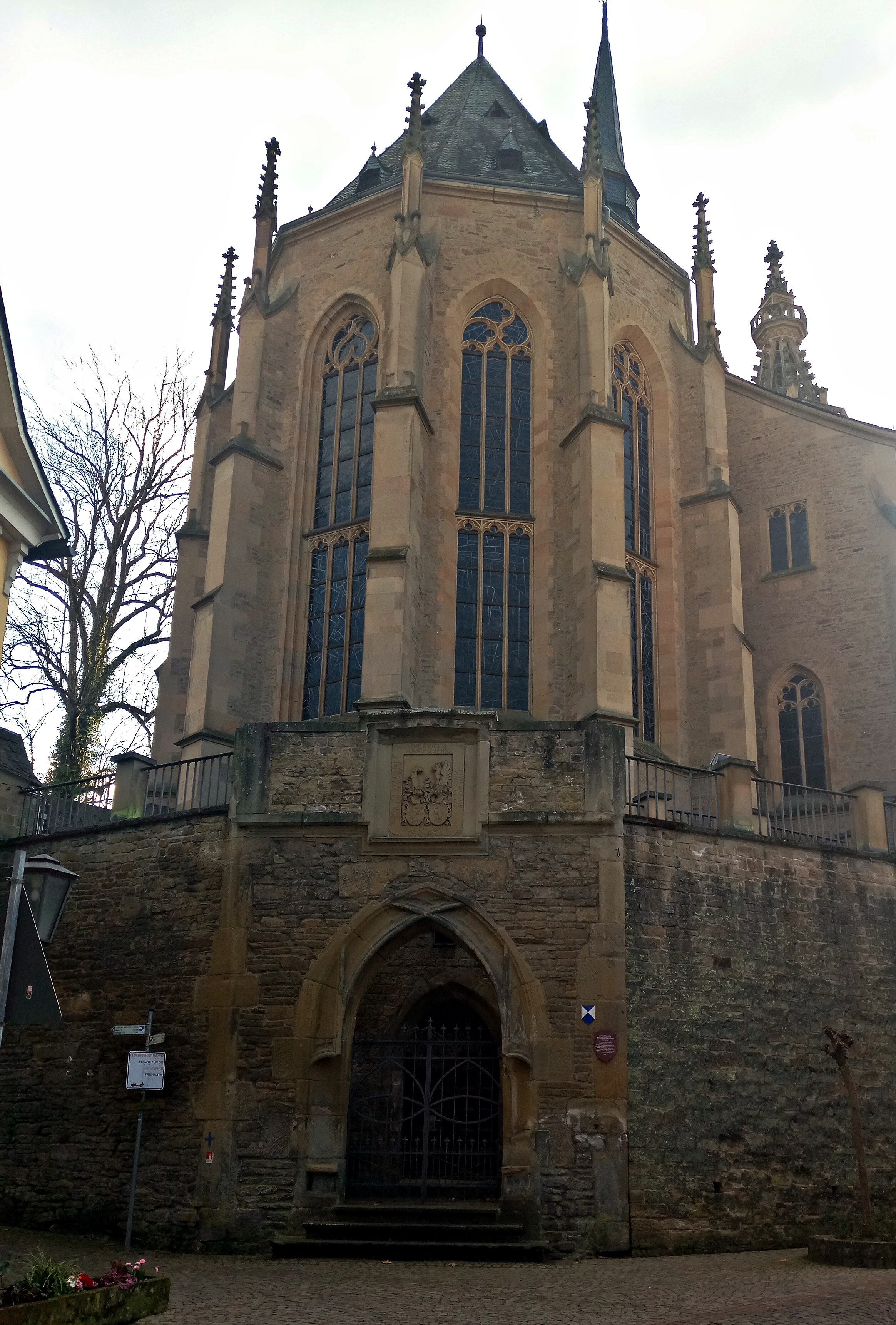
Chor mit Zugangsportal und Bauinschrift, von Osten

Die Schlosskirche in Meisenheim ist eine spätgotische Hallenkirche in Rheinland-Pfalz. Sie ist ein geschütztes Kulturgut nach der Haager Konvention.

## Geschichte
Unweit der frühen christlichen Zentren von Disibodenberg und Medard gelegen, liegen die Anfänge der Kirche im Dunkeln, doch ist anzunehmen, dass Meisenheim bereits im 10. Jahrhundert eine eigene Pfarrkirche besaß. Seit dem 13. Jahrhundert waren die Grafen von Veldenz zur Erhaltung der Kirche verpflichtet. 1321 übertrugen die Veldenzer die Betreuung der Seelsorge an die Johanniter aus Herren-Sulzbach, die daraufhin ihren Sitz nach Meisenheim verlegten.
Der Neubau der heutigen Kirche erfolgte nach dem Aussterben der Veldenzer (1444), als die Grafschaft an Pfalz-Zweibrücken gefallen war und Herzog Ludwig I. seine Residenz nach Meisenheim verlegte. Errichtet wurde die Schlosskirche ab 1479 (nachdem die alte Kirche bei der Beschießung der Stadt 1461 durch Kurfürst Friedrich I. zerstört wurde). Als Baumeister ist ab 1482 Philipp von Gmünd von der Frankfurter Dombauhütte nachweisbar. Die Schlussweihe der Kirche erfolgte 1504. 1532 wurde die Reformation eingeführt und 1766–1770 erfolgte durch Philipp Heinrich Hellermann eine barocke Erneuerung der Kirche, bei der als tiefgreifendste Änderung der gotische Lettner entfernt wurde. Ohne sonst die gotische Bausubstanz zu berühren, wurden Emporen, Kanzel und Orgelprospekt eingebaut. Spätere Umbauten, die das Gesamtbild weniger beeinflussten, brachten etwa die neugotischen Skulpturen am Turm, einen Rückbau der Empore und moderne Glasfenster im Chorraum. Die Restaurierung 1873–76 wurde vom Kölner Domwerkmeister Franz Schmitz geleitet; aus dieser Zeit stammt eine idealisierte Choransicht.
Gemeindepfarrer von 1969 bis 1980 war der ehemalige Landesjugendpfarrer Walter Posth.

## Anlage

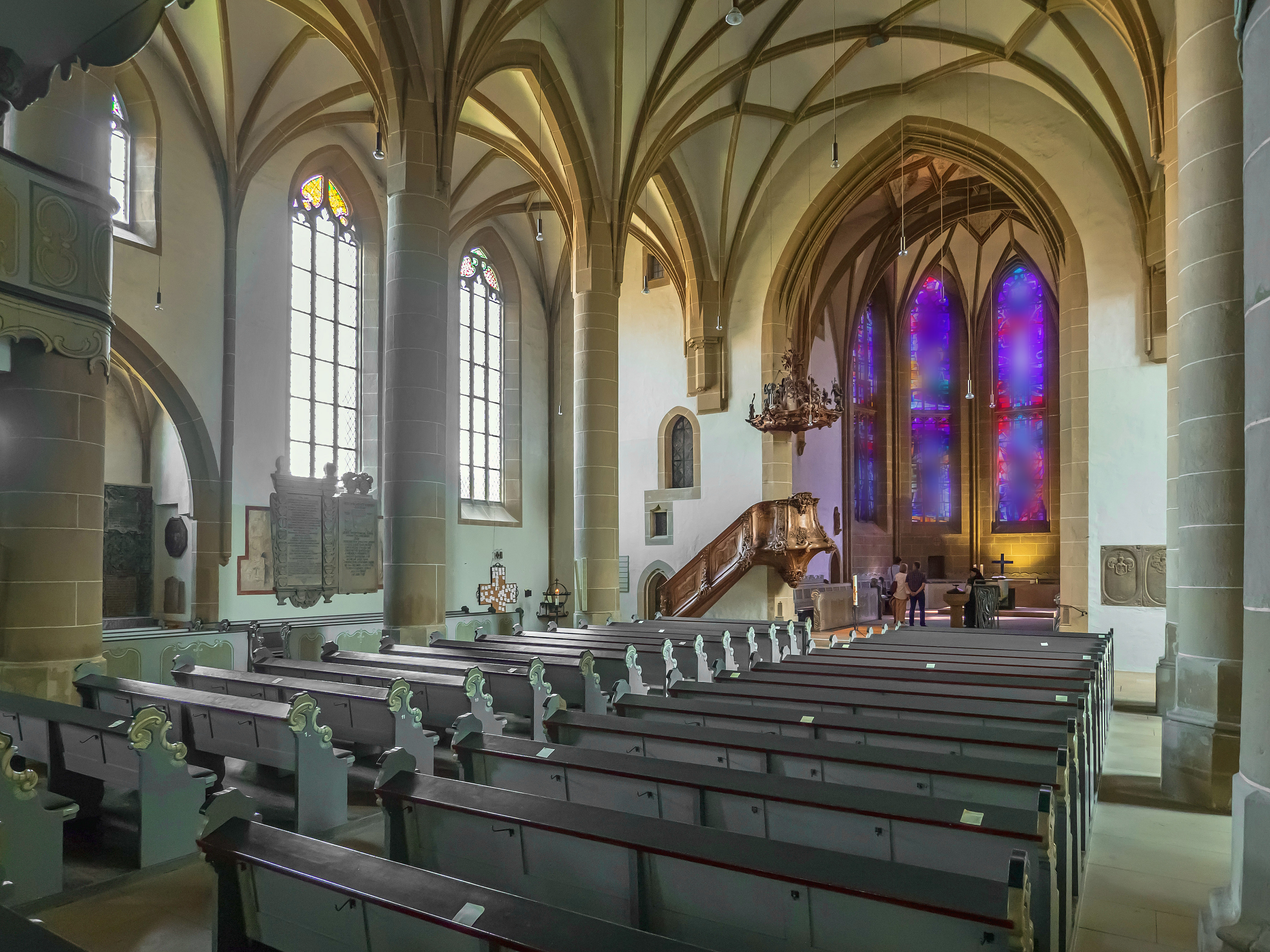
Blick vom Westportal auf Kanzel und Chorraum

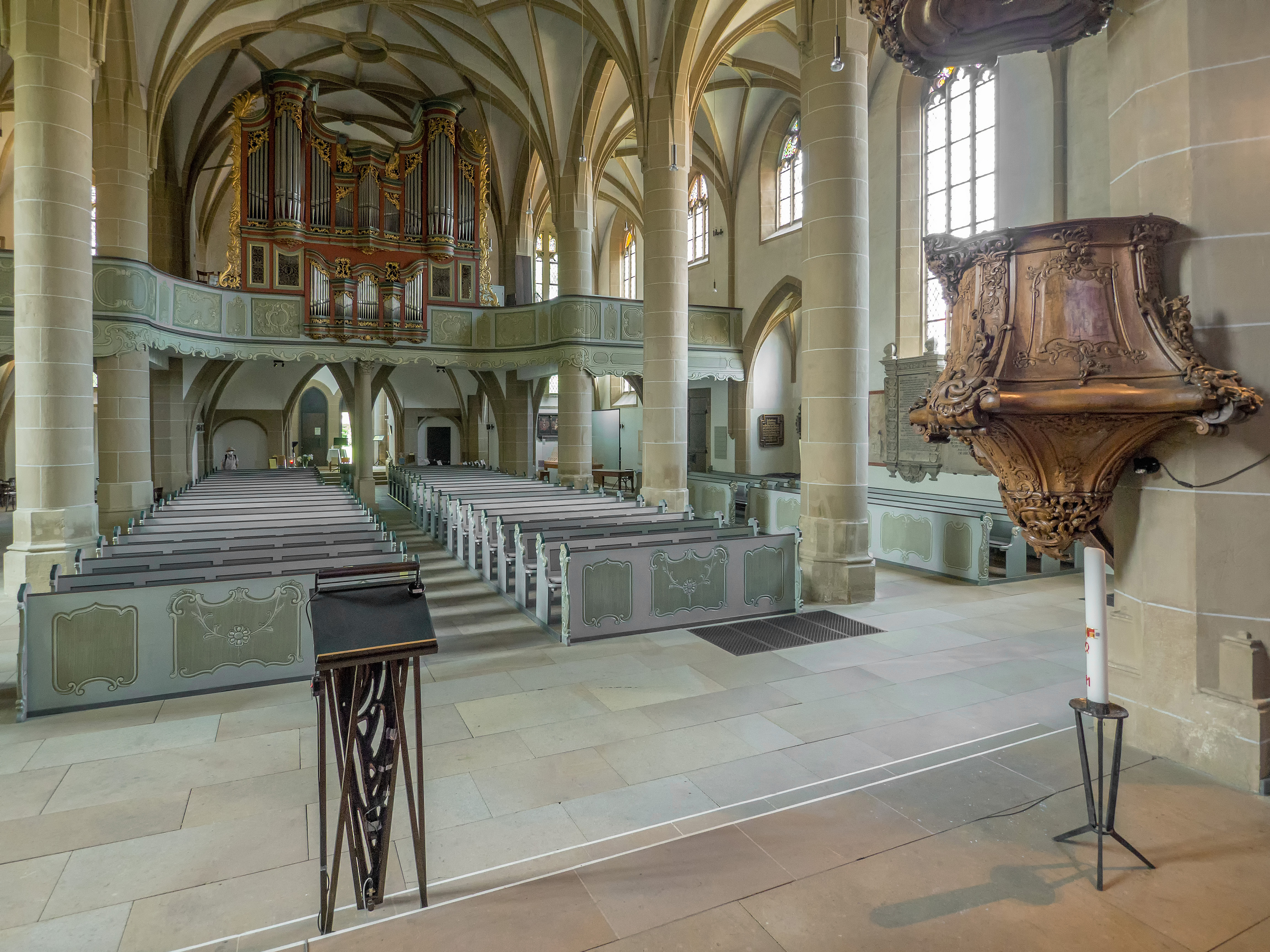
Blick vom Chorraum auf Orgel und Westportal

Der Bau ist eine dreischiffige netzrippengewölbte Hallenkirche zu 5 Jochen mit quadratischem Vorchor, der südlich von einer Seitenkapelle (Grablege der Pfalzgrafen), nördlich von der Sakristei flankiert wird. Einzigartig ist der eigentliche Chor, im Grundriss ein verkappter Zentralbau mit 7 Seiten eines zu vollendenden Zehnecks. Im Chorhaupt, im Vorchorjoch und in der südlichen Seitenkapelle sind die Rippengewölbe deutlich reicher und komplexer ausgebildet als im Langhaus, dort im Übrigen unterschiedliche Gewölbeformen im südlichen und nördlichen Seitenschiff. In der südlichen Kapelle finden sich gar freischwebende Gewölberippen. Die Gewölbe im Langhaus werden von Rundpfeilern ohne Vorlagen getragen. Vielgestaltig ist auch das von Fenster zu Fenster wechselnde Maßwerk.
Den westlichen Abschluss bildet ein verhältnismäßig gedrungener Turm, der sich ab dem dritten Geschoss in einem Oktogon mit gesprengtem Turmhelm fortsetzt.
Auf der der Ostseite, zur niedriger gelegenen Amtsgasse hin, wird das Kirchenareal mit einer hohen Stützmauer abgeschlossen, in der ein spätgotisches Zugangsportal mit innseitigen Treppenaufgängen sitzt. Darüber war die Bauinschrift von 1479 eingelassen, die jedoch zerstört wurde. Heute ist dieser Wappenstein ersetzt durch eine 1911 gefertigte Replik.

## Grablege

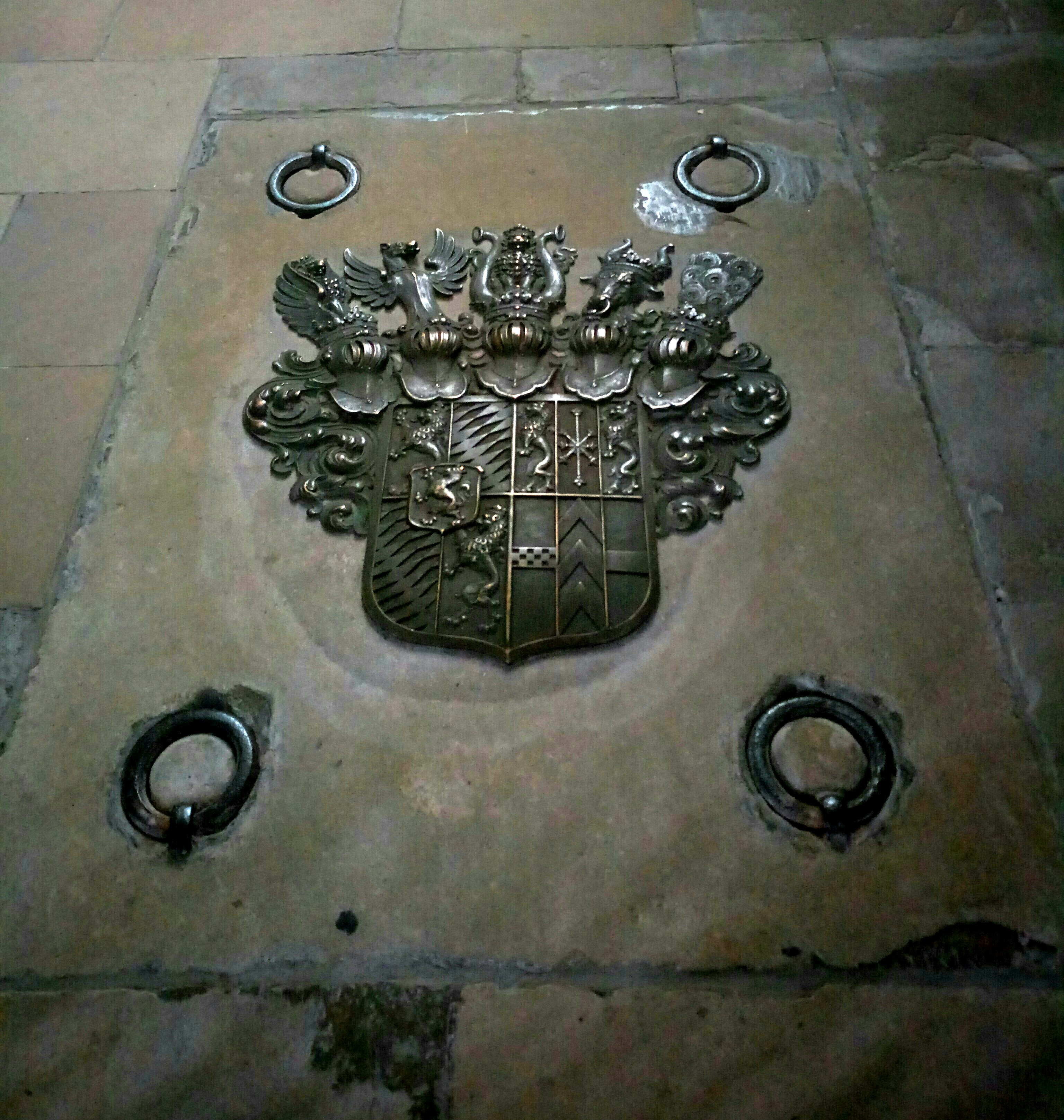
Gruft der Wittelsbacher

In der Grabkapelle, die vor der eigentlichen Kirche fertiggestellt wurde, finden sich zahlreiche Mitglieder des Hauses Pfalz-Zweibrücken und verwandter Linien vom 15. bis ins 17. Jahrhundert. Darunter befinden sich mit Herzog Wolfgang von Zweibrücken ein bedeutender Wegbereiter der Reformation, mit Pfalzgraf Karl I. von Pfalz-Zweibrücken-Birkenfeld ein Stammvater der späteren bayerischen Könige und mit Pfalzgräfin Charlotte Friederike die Retterin von Kirche und Stadt vor der potentiellen Zerstörung durch die Franzosen im Jahr 1689.

## Ausstattung
Nachdem bei der Einführung der Reformation die mittelalterlichen Altäre versteigert wurden, sind vor allem die Renaissance-Epitaphien in der herzoglichen Grabkapelle (südl. Seitenkapelle) zu bemerken, insbesondere das Grabmal von Herzog Wolfgang († 1569) und seiner Ehefrau Anna von Hessen († 1591), das Johann von Trarbach zugeschrieben wird. Im Chor gibt es aus dem Jahr 1968 stammende Fenster von Helmut Ammann aus München.

### Orgel

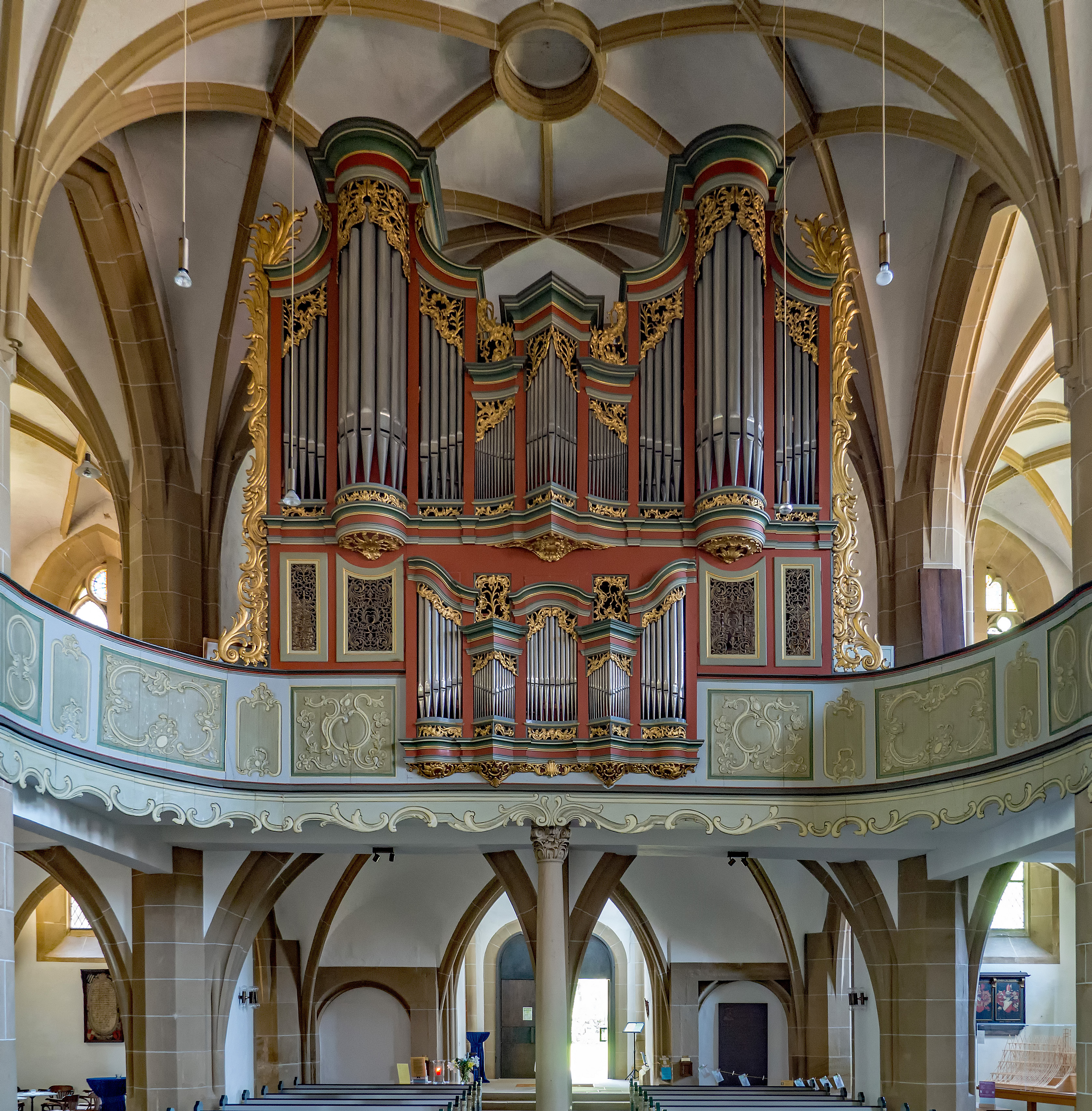
Empore mit barockem Orgelprospekt

Von der barocken Ausstattung haben sich die Kanzel, die 1967 verkürzte Empore und die zweimanualige Stumm-Orgel von 1767 erhalten. Das Instrument hat 29 Register auf zwei Manualen und Pedal. Nach Veränderungen, die im 19. Jahrhundert durch die Fa. Meyer, Herford, vorgenommen wurden, restaurierte die Fa. Oberlinger (Windesheim) das Instrument zum ersten Mal im Jahr 1968 und stellte die ursprüngliche Disposition wieder her. Vor allem für das liturgische Spiel wurde die Pedalklaviatur im Rahmen der Restaurierung 1993–1994 durch die Orgelbauwerkstatt Förster & Nicolaus (Lich, Hessen) auf 27 Tasten erweitert, was durch einen Einschub erreicht wird; die ursprünglichen 20 Tasten C–g entsprechen dabei dem Originalumfang. Die Orgel besitzt als einziges Instrument überhaupt alle Rohrwerke im Original, darunter auch die einzig erhalten gebliebene Vox angelica 2′ (Bass) und gilt als die besterhaltene Stumm-Orgel des 18. Jahrhunderts.
| I Unterpositiv C-d3 |                   |                   |
| 1.                  | Principal         | 4′                |
| 2.                  | Gedackt (B/D)     | 8′                |
| 3.                  | Flaut travers (D) | 8′                |
| 4.                  | Flaud             | 4′                |
| 5.                  | Quint             | 3′                |
| 6.                  | Octav             | 2′                |
| 7.                  | Solicinal         | 2′ repetierend 4′ |
| 8.                  | Mixtur III        | 1′                |
| 9.                  | Cromhorn          | 8′                |
| 10.                 | Vox humana        | 8′                |
|                     | Tremulant         |                   |

| II Hauptwerk C–d3 |                  |        |
| 11.               | Principal        | 8′     |
| 12.               | Bourdon          | 16′    |
| 13.               | Salicional       | 8′     |
| 14.               | Viol di Gamba    | 8′     |
| 15.               | Quintathön       | 8′     |
| 16.               | Hohlpfeiff       | 8′     |
| 17.               | Octav            | 4′     |
| 18.               | Quint            | 3′     |
| 19.               | Floet            | 4′     |
| 20.               | Superoctav       | 2′     |
| 21.               | Tertz            | 1 3⁄5′ |
| 22.               | Mixtur IV        | 1′     |
| 23.               | Trompet (B/D)    | 8′     |
| 24.               | Vox angelica (B) | 2′     |

| Pedal C-g0 |               |     |
| 25.        | Principalbass | 8′  |
| 26.        | Subbass       | 16′ |
| 27.        | Quintbass     | 6′  |
| 28.        | Posaun        | 16′ |
| 29.        | Violonbass    | 16′ |

- Koppeln: Stecherkoppel zwischen den Manualen I und II als Schiebekoppel, Pedalkoppel II an Pedal.

## Galerie

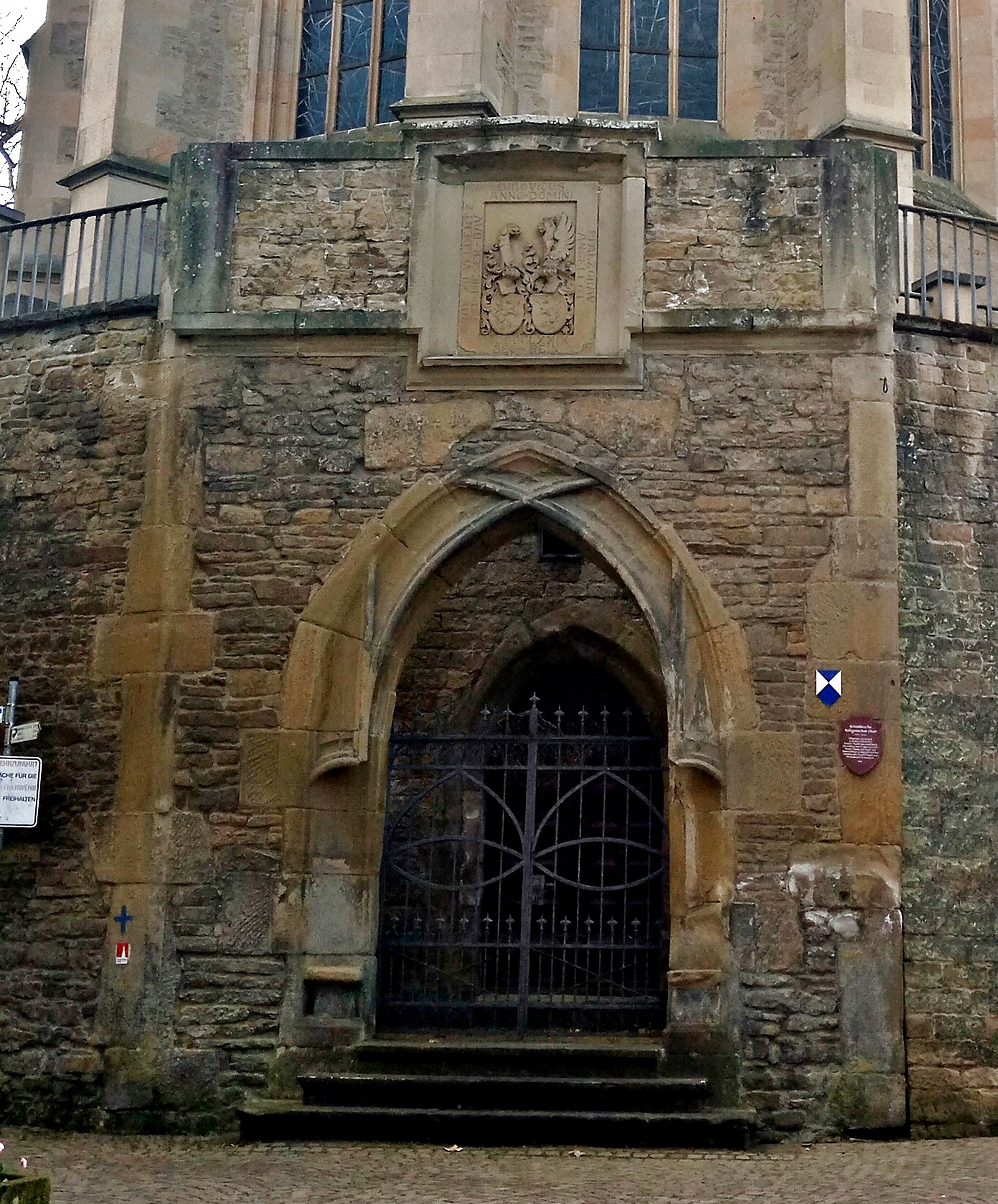
Ostportal
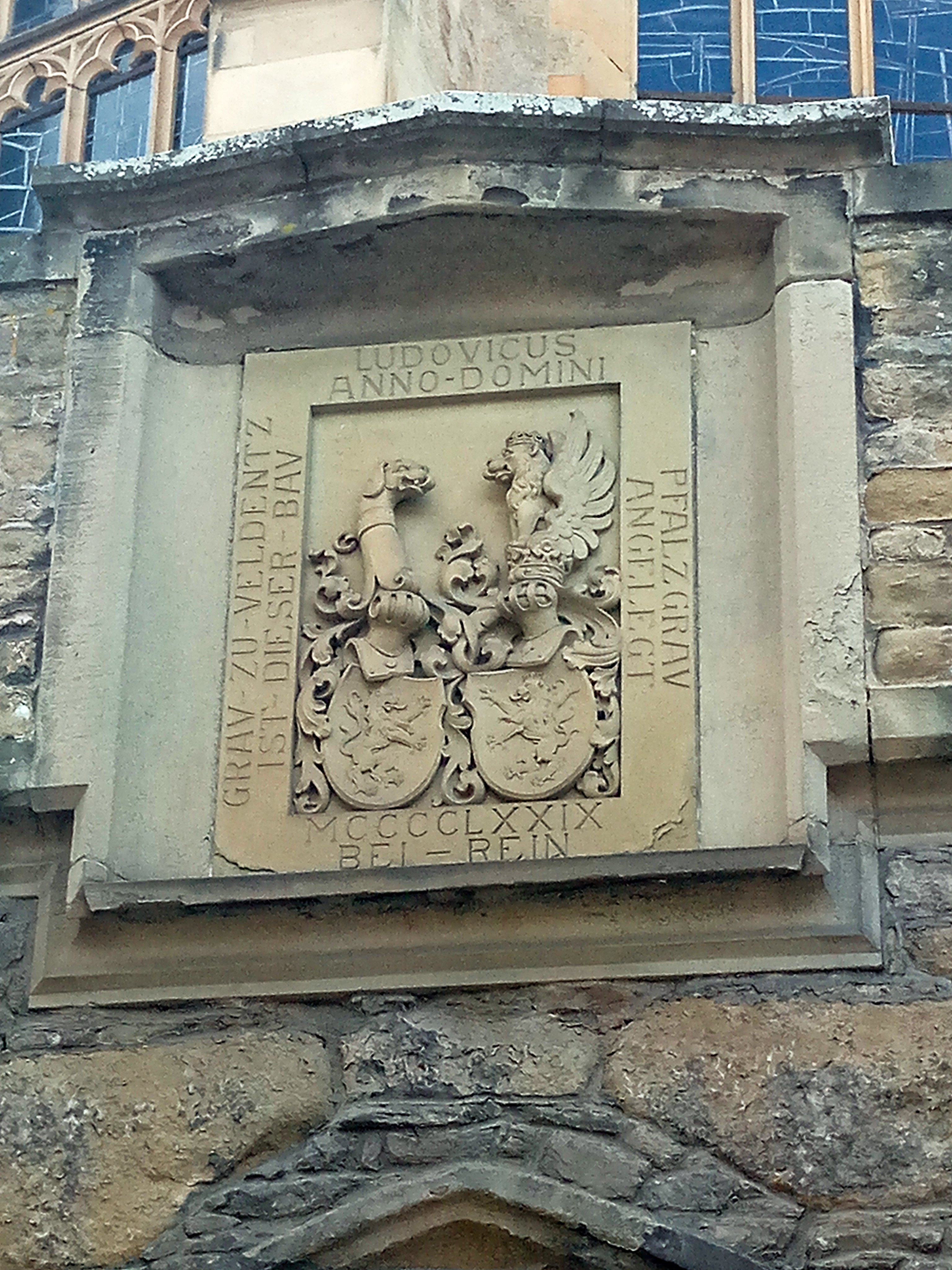
Bauinschrift über dem Ostportal
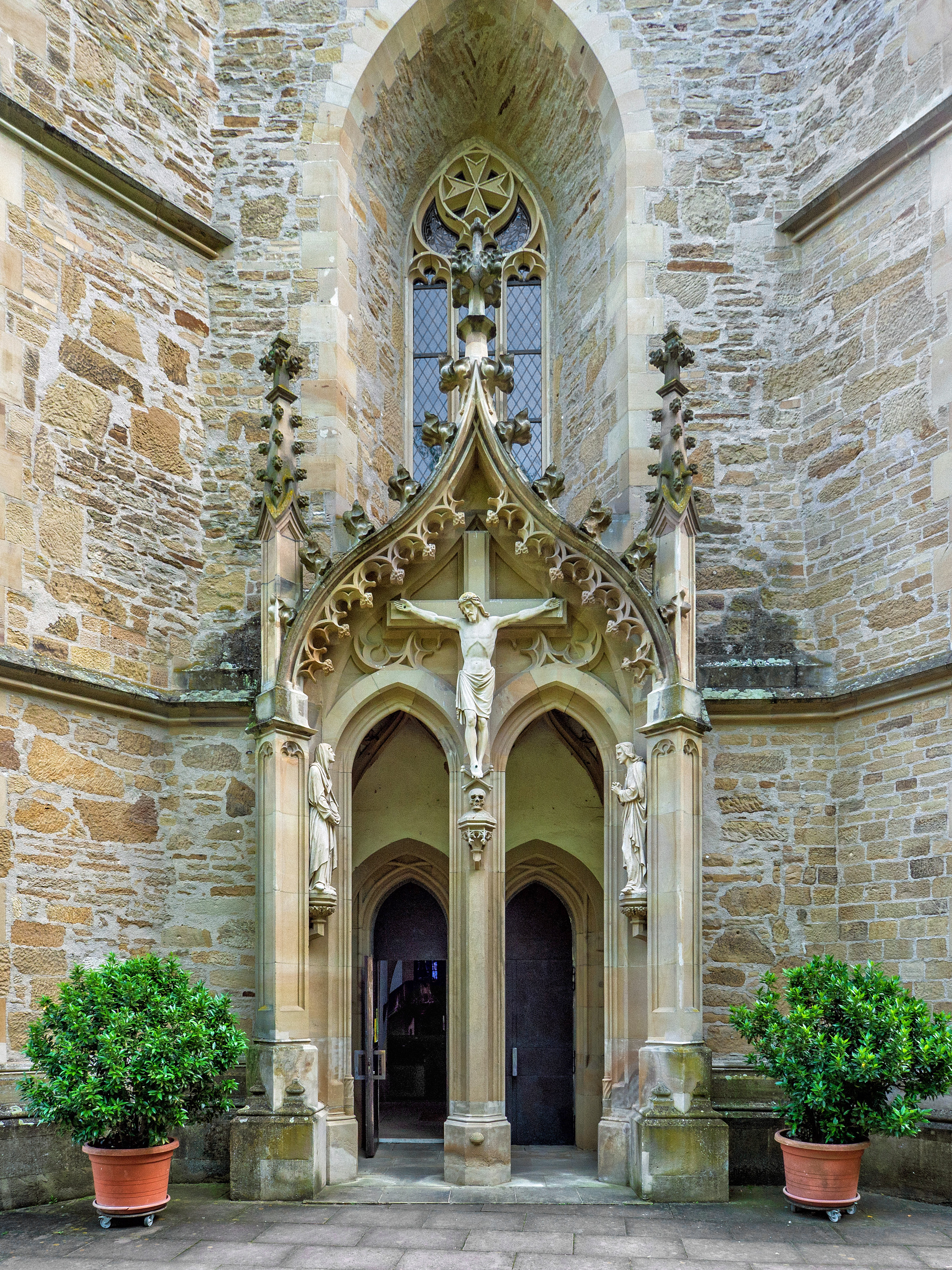
Westportal
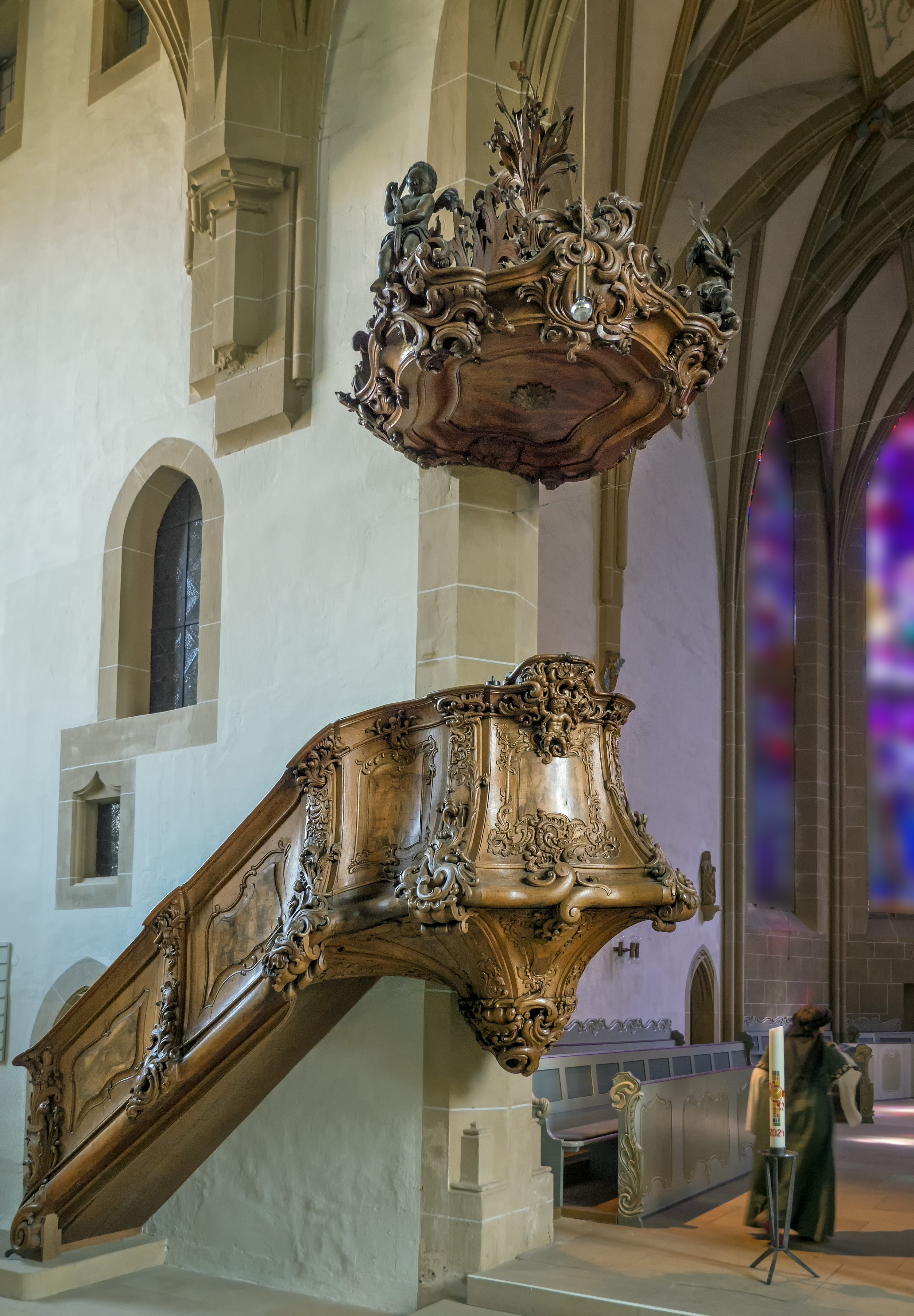
Barocke Kanzel
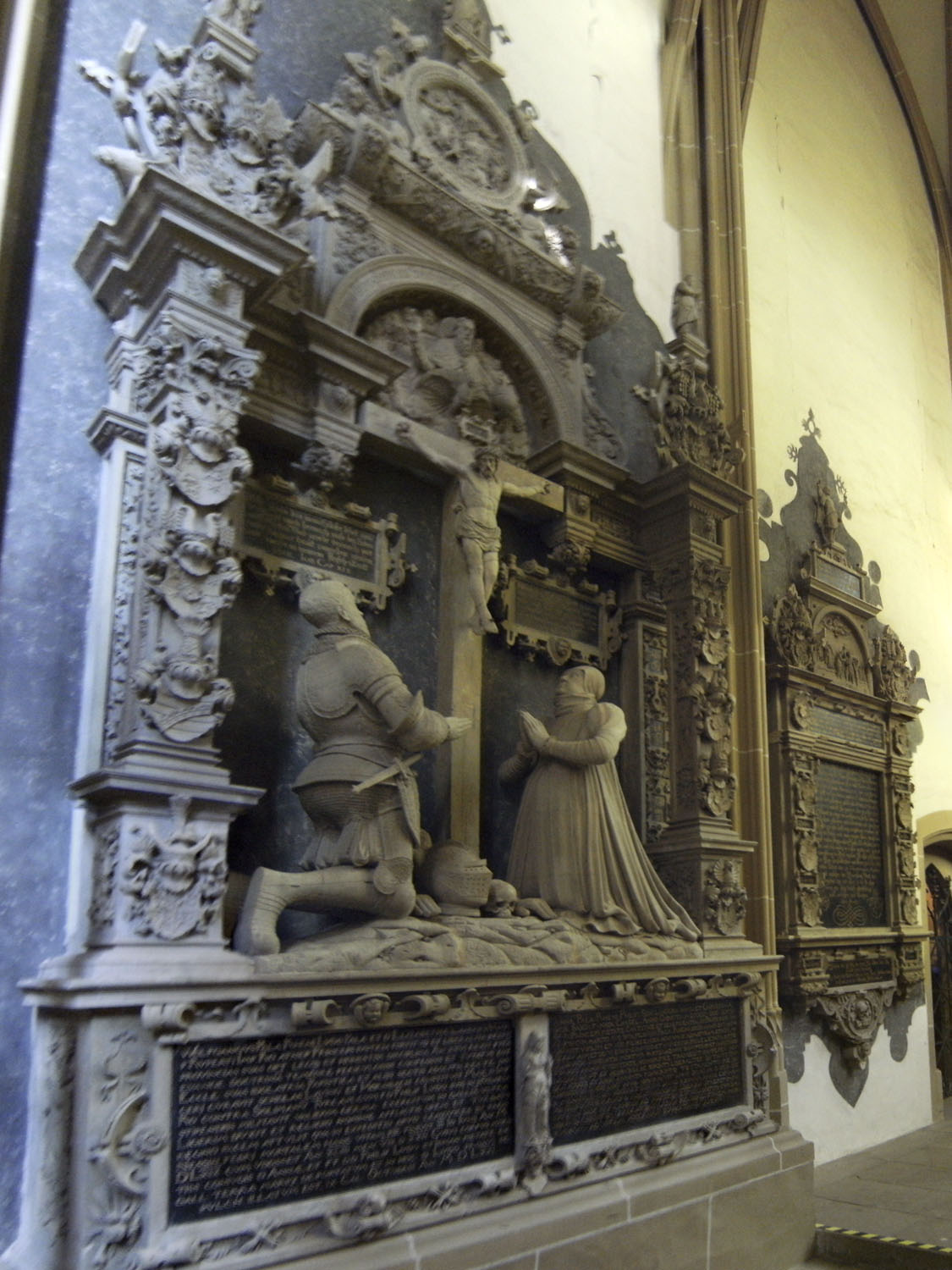
Epitaph Herzog Wolfgang und Gattin
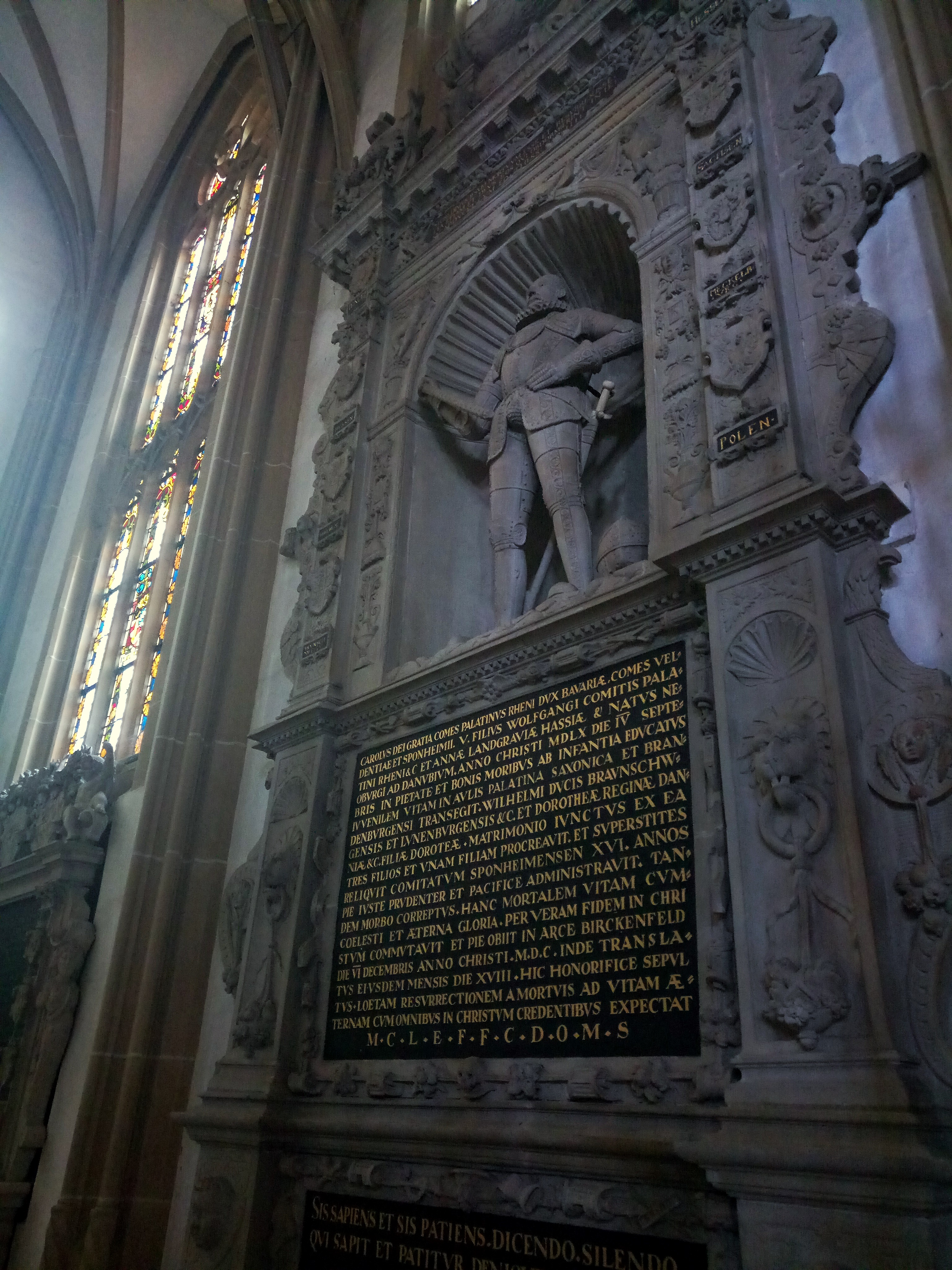
Epitaph Herzog Karl I.

Koordinaten: 49° 42′ 18,9″ N, 7° 40′ 18,7″ O